# IC 3617
IC 3617 — галактика типу Im () у сузір'ї Діва.
Цей об'єкт міститься в оригінальній редакції індексного каталогу.